# Arab Times (Estados Unidos)
Arab Times (árabe عرب تايمز um'arrab taymes -awqaat alarab, significando  "o tempo dos Árabes") é um jornal  árabe-americano, publicado desde 1986 nos Estados Unidos.

## História e perfil
O jornal Arab Timesfoi fundado pelo Dr. Osama Fawzi, em Houston, Texas, sendo impresso pela primeira vez em 1986. Em 1997, o jornal lançou um site on-line que complementa a versão impressa, mais tarde editada também em inglês.
A versão impressa é publicada em Houston, Texas, sendo distribuída por pelo menos 35 outros estados nos Estados Unidos. O jornal é distribuído no resto do mundo no Reino Unido, França, Alemanha, Dinamarca, Suécia e Canadá, disponibilizando a sua versão online aos assinantes dos Estados Unidos, Canadá, Europa e Médio Oriente.
O nome do jornal foi atribuído pelo seu fundador, Osama Fawzi, um palestino-americano, escritor e jornalista, nascido em 1949, na Jordânia, onde viveu até 1975, emigrando depois para os Estados Unidos.